# Xenophrys gigantica
Xenophrys gigantica är en groddjursart som först beskrevs av Liu, Hu och Yang 1960.  Xenophrys gigantica ingår i släktet Xenophrys och familjen Megophryidae. Inga underarter finns listade i Catalogue of Life.